# Wilhelm Burmann
Wilhelm Burmann, detto Willy (Oberhausen, 3 aprile 1939 – New York, 30 marzo 2020), è stato un ballerino e maestro di balletto tedesco.

## Biografia
Nato a Oberhausen, Wilhelm Burmann iniziò a studiare danza appena quindicenne, e tra gli anni sessanta e gli anni settanta danzò come étoile per diverse compagnie di alto profilo, tra cui il Balletto di Stoccarda, il Balletto di Francoforte e il balletto del Grand Théâtre de Genève. Successivamente emigrò negli Stati Uniti, dove continuò a danzare per il New York City Ballet, il Pennsylvania Ballet e il New Jersey Ballet. Dopo l'addio alle scene nel 1977, Burmann si dedicò all'insegnamento.
Fu maître de ballet al Washington Ballet e all'Harkness Ballet, oltre che répétiteur e maestro di balletto ospite presso compagnie del calibro dell'Australian Ballet, il corpo di ballo del teatro alla Scala, l'American Ballet Theatre, il New York City Ballet e il balletto dell'Opéra di Parigi. Dal 1984 al 2020 ebbe un suo studio a Manhattan, dove si affermò come uno dei più richiesti insegnanti di New York. Esigente ed erudito, Burnmann fu paragonato a George Balanchine per lo stile di insegnamento e nel 2004 il New York Times lo ha definito il più ammirato maestro di balletto della sua generazione a New York. Tra i suoi studenti si annoverano Alessandra Ferri, Julio Bocca, Maria Kowroski e Ángel Corella.
Dichiaratamente omosessuale, ebbe una lunga relazione con il ballerino cubano Alfonso Catá, terminata nel 1990 con la morte del compagno a causa di un tumore al cervello.
Morì a New York nel 2020 per complicazioni da COVID-19, tra cui una insufficienza renale.